# František Moravec (političar)
František Moravec (3. siječnja 1919. – ???) je bio češki i čehoslovački političar. Bio je član Komunističke partije Čehoslovačke i zastupnik u poslijeveljačkom čehoslovačkom parlamentu.

## Životopis
Na izborima za nacionalni parlament 1960. izabran je kao zastupnik Východočeskog kraja. Mandat je odradio do parlamentarnih izbora 1964. godine.

## Vanjske poveznice
- František Moravec v parlamentu